# Gigolos on Parole
Gigolos On Parole è il primo album dei Nasty Idols, uscito nel 1989 per l'Etichetta discografica HSM Records.

## Tracce
1. Gimme What I Want
2. Can't Get Enough
3. American Nights
4. She's On Fire
5. Shy China
6. Must Be Love
7. Lonely
8. For The Goodtime
9. Don't Walk Away

## Formazione
- Andy Pierce - voce
- Jonnie Wee - chitarra
- Dick Qwarfort - basso
- George Swanson - batteria
- Roger White - tastiera